# Édouard Chatton
Édouard Pierre Léon Chatton (11 de octubre de 1883, Romont-23 de abril de 1947, Banyuls-sur-Mer) fue un naturalista, zoólogo y biólogo marino francés.
Distinguió entre organismos eucariontes con células con núcleo y procariontes anucleados, acuñando estos términos por primera vez en su publicación de 1925: "Pansporella perplexa. Reflexiones sobre la biología y filogenia de los protozoos".

## Biografía
Estudió en Belfort y obtiene su bachillerato en 1901, su certificado de estudios en 1905, su licencia en ciencias naturales en 1905, y su doctorado en 1919.
De 1907 a 1919, es jefe de Laboratorio en el Instituto Pasteur en el servicio de Félix Mesnil (1868-1938). Durante la Primera Guerra Mundial, es movilizado en agosto de 1914, y herido en 1915.
En 1918, es asistente en el Instituto Pasteur de Túnez.
En 1927 asume la dirección del Instituto de Zoología y Biología General de la Universidad de Estrasburgo y su museo zoológico.

## Honores
- Recibe diversas condecoraciones como la cruz de guerra y la medalla colonial
- 1928: elegido presidente de la Sociedad Zoológica de Francia
- La abreviatura «Chatton» se emplea para indicar a Édouard Chatton como autoridad en la descripción y clasificación científica de los vegetales.[5]

## Abreviatura (zoología)
La abreviatura Chatton  se emplea para indicar a Édouard Chatton como autoridad en la descripción y taxonomía en zoología.